# نبرد پاته
نبرد پاته (انگلیسی: Battle of Patay)، نبردی است از سری جنگ‌های صدساله در سال ۱۴۲۹ در پاته، در نزدیکی اورلئان بین فرانسه و انگلستان که با پیروزی قاطع فرانسوی‌ها همراه بود.